# Толубеев, Андрей Юрьевич
Андре́й Ю́рьевич Толубе́ев (30 марта 1945, Ленинград — 7 апреля 2008, Санкт-Петербург) — советский и российский актёр театра и кино, Народный артист РСФСР (1991), председатель правления Санкт-Петербургского регионального отделения Общероссийской общественной организации «Союз театральных деятелей Российской Федерации» (1996—2001 и 2006—2008).

## Биография
Родился 30 марта 1945 года в Ленинграде. Сын актёров Ленинградского театра драмы им. А. С. Пушкина Юрия Толубеева и Тамары Алёшиной. В 1963 году поступил на факультет авиационных врачей Военно-медицинской академии им. С. М. Кирова. По окончании академии в 1969 году Толубеев начал работать врачом в одной из армейских частей. Спустя некоторое время вернулся на кафедру космической медицины и окончил курсы психофизиологии. Ещё учась в военно-медицинской академии, Толубеев стал заниматься в университетском театре. Свои первые роли сыграл в спектаклях Театра-студии ЛГУ и, окончив в 1969 году Академию, поступил в Ленинградский институт театра, музыки и кинематографии.
В 1975 году, после окончания ЛГИТМиКа, Толубеев был приглашён Георгием Товстоноговым в Большой драматический театр им. Горького, где работал до конца жизни. На этой сцене наиболее значительные роли сыграны им в спектаклях «Оптимистическая трагедия» (Алексей), «Коварство и любовь», «Вишнёвый сад» (Лопахин), «За чем пойдёшь, то и найдёшь» (Бальзаминов), «Аркадия».
В кино снимался с середины 1970-х годов. Первой заметной ролью стал Гусаков в детективе «Два долгих гудка в тумане» Валерия Родченко. Андрея Толубеева приглашали сниматься Виктор Аристов, Георгий Данелия, Марк Захаров, Вячеслав Криштофович. Снимался в таких фильмах, как «Убить дракона» М. Захарова (1988), «Слёзы капали» Г. Данелии (1982), «Единожды солгав» В. Бортко (1987), «Гу-га» (1990), «Чернов/Chernov» С. Юрского (1990), «Ребро Адама» В. Криштофовича (1990). Широкому кругу известен, в частности, по телесериалу «Агент национальной безопасности», где он сыграл полковника, а в дальнейшем — генерала ФСБ Ивана Ивановича Тарасова, а также по роли полковника Ващанова в «Бандитском Петербурге».
Андрей Толубеев — автор рассказов, пьес, повестей, романа «Выпавший из гнезда». В 2005 году была выпущена книга «Наполнение луной», куда вошли многие из его произведений. За книгу «Наполнение луной» Андрей Юрьевич удостоен литературной премии «Петрополь».

Могила А. Ю. Толубеева на Литераторских мостках

Скончался 7 апреля 2008 года на 64-м году жизни в Санкт-Петербурге от рака поджелудочной железы. Похоронен 10 апреля 2008 года в некрополе «Литераторские мостки» на Волковском кладбище рядом с отцом Юрием Толубеевым. В 2010 году, 1 июня, на его могиле был открыт памятник. В 2016 году в Санкт-Петербурге появился Толубеевский проезд, названный в честь Юрия и Андрея Толубеевых.

## Семья
Жена — актриса БДТ Екатерина Марусяк (Толубеева). Две дочери:
Елизавета, абсолютная чемпионка мира по тхэквондо среди юниоров, окончила юридический университет. В 2011 году окончила актёрско-режиссёрский курс СПбГАТИ (мастерская Ю. М. Красовского). Актриса театра сатиры на Васильевском, снимается в кино.
Надежда в 2011 окончила СПбГАТИ (мастерская В. М. Фильштинского). Актриса Санкт-Петербургского «Этюд-театра».

## Творчество

### Роли в театре

#### Театр-студия ЛГУ
- 1969 — «Страх и отчаяние в Третьей империи» Б. Брехта, постановка Юлия Дворкина, Кирилла Чернозёмова, Владимира Петрова, — Судья
- «Осенняя скука» Н.А. Некрасова, режиссёр Евгения Карпова (1953), — Ласуков
- 1971 — «Жорж Данден» Ж.-Б. Мольера, режиссёр Кирилл Чернозёмов,  — Г-н Сотанвиль
- 1972 — «Источник святых[англ.]» Д. Синга, постановка А. Толубеева, режиссёр В. Петров
- 1972 — «Женитьба» Н. В. Гоголя, режиссёр Кирилл Чернозёмов, — Кочкарёв
- 1972 — «Конь в сенате» Л. Андреева («Из римской истории», 1974), режиссёры Владимир Петров, Кирилл Чернозёмов, — Марцелл
- 1973 — «Картины московской жизни» А.Н. Островского («Праздничный сон до обеда», «Свои собаки грызутся, чужая не приставай»), режиссёр Владимир Петров, — Бальзаминов
- 1973 — «Назначение» А. Володина, режиссёр В. Бродянский,  — Куропеев
- 1975 — «Красное вино победы», литературно-драматическая композиция по произведениям Е. Носова, Б. Окуджавы и стихам А. Твардовского, Д. Самойлова, Д. Антакольского, режиссёры Владимир Петров и А. Пурер (Александр Галин), — Ведущий
- 1976 — «Ведьма», «Который из трёх», «В Париж!», по рассказам А.П. Чехова; «Записки юного врача», по циклу М. Булгакова;  «Рудольфио», по рассказу В. Распутина, режиссёр А. Толубеев
- 1977 — «Пятница», по рассказу Б. Васильева, режиссёр А. Толубеев
- 1977— «Комендант Пушкин», по мотивам рассказа Б. Лавренёва, режиссёр А. Толубеев
- 1978 — «Напишут наши имена» (по рассказам «Комендант Пушкин» Б. Лавренёва, «Пятница» Б. Васильева), режиссёр А. Толубеев
- 1978 — «Кто этот Диззи Гиллеспи» А. Соколовой, постановка А. Толубеева, режиссёр В. Петров
- 1983 — «Преследование и убийство Жан-Поля Марата, представленное артистической труппой психиатрической лечебницы в Шарантоне под руководством господина Де Сада» П. Вайса, постановка Вадима Голикова, режиссёр Михаил Фролов, — Марат
- 1986 — «Времена и нравы»,  по рассказам Б. Васильева «Пятница» и «Холодно, холодно», постановка В. Голикова и А. Толубеева

#### БДТ имени Г. А. Товстоногова
- 1975 — «Энергичные люди» В. М. Шукшина. Режиссёр Г.А. Товстоногов — Милиционер
- 1975 — «Король Генрих IV» У. Шекспира. Режиссёр Г.А. Товстоногов — Телок
- 1976 — «Протокол одного заседания» А. Гельмана. Режиссёр Г.А. Товстоногов — Сливченко
- 1976 — «Ханума» А. Цагарели. Режиссёр Г.А. Товстоногов — Полицейский
- 1976 — «Общественное мнение» А. Баранги. Режиссёр Г.А. Товстоногов — Думитраш
- 1976 — «Мещане» М. Горького. Режиссёр Г.А. Товстоногов — Шишикин
- 1976 — «Дачники» М. Горького. Режиссёр Г.А. Товстоногов — Зимин
- 1976 — «Валентин и Валентина» М. Рощина. Режиссёр Г.А. Товстоногов — Карандашёв
- 1977 — «Тихий Дон», по роману М.А. Шолохова. Режиссёр Г.А. Товстоногов — Музыкант
- 1978 — «Пиквикский клуб», по роману Ч. Диккенса. Режиссёр Г.А. Товстоногов — Фогг
- 1978 — «Наш городок» Т. Уайлдера. Режиссёр Эрвин Аксер — Джордж
- 1978 — «Жестокие игры» А. Арбузова. Режиссёр Юрий Аксёнов — Терентий
- 1979 — «Последний срок», по повести В. Распутина. Режиссёр Евгений Лебедев — Михаил
- 1980 — «Перечитывая заново», сценическая композиция Г.А. Товстоногова и Д. Шварц по произведениям М. Шатрова, Н. Погодина, А. Корнейчука и В. Логинова. Режиссёры Г.А. Товстоногов и Юрий Аксёнов — Шадрин
- 1980 — «Волки и овцы» А.Н. Островского. Режиссёр Г.А. Товстоногов — Горецкий
- 1980 — «Дундо Марое[серб.]» М. Држича. Режиссёр Мирослав Белович[серб.] — Маро
- 1981 — «Конец Казановы» М.И. Цветаевой, режиссёр Алексей Рессер («Б. Пастернак, М. Цветаева. „Поэтические страницы“»), — Казанова
- 1981 — «Оптимистическая трагедия» Вс. Вишневского. Режиссёр Г.А. Товстоногов — Алексей
- 1982 — «Мачеха Саманишвили», по повести Д. Клдиашвили. Режиссёр Г.А. Товстоногов — Платон
- 1984 — «Киноповесть с одним антрактом» А. Володина («Блондинка»). Режиссёр Г.А. Товстоногов — Миша
- 1985 — «Модели сезона» Г. Рябкина. Режиссёр Геннадий Руденко — Фунтиков
- 1986 — «Последний посетитель» В. Дозорцева. Режиссёр Г.А. Товстоногов — Посетитель
- 1987 — «Театр времён Нерона и Сенеки» Э. Радзинского. Режиссёр Г.А. Товстоногов — Нерон
- 1988 — «Стеклянный зверинец» Т. Уильямса. Режиссёр Нейгл Джексон (англ. Nagle Jackson) — Том
- 1985 — «Рядовые» А. Дударева. Режиссёр Г.А. Товстоногов — Буштец
- 1990 — «Коварство и любовь» Ф. Шиллера. Режиссёр Темур Чхеидзе — Вурм
- 1990 — «За чем пойдёшь, то и найдёшь» А.Н. Островского. Режиссёр Дмитрий Астрахан — Бальзаминов
- 1991 — «Салемские колдуньи» А. Миллера («Суровое испытание»). Режиссёр Темур Чхеидзе — Джон Проктор
- 1991 — «Любовные письма[англ.]» А. Герни. Режиссёр Людмила Шувалова — Энди
- 1993 — «Вишнёвый сад» А.П. Чехова. Режиссёр Адольф Шапиро — Лопахин
- 1994 — «Последние» М. Горького. Режиссёр Андрей Максимов — Яков
- 1995 — «Макбет» У. Шекспира. Режиссёр Темур Чхеидзе — Банко
- 1996 — «Антигона[фр.]» Ж. Ануя. Режиссёр Темур Чхеидзе — Хор
- 1997 — «Солнечная ночь», по роману Н. Думбадзе, сценическая композиция и постановка Темура Чхеидзе, — Шалва
- 1998 — «Art»[фр.] Я. Резы. Режиссёр Николай Пинигин — Серж
- 1998 — «Аркадия» Т. Стоппарда. Режиссёр Эльмо Нюганен — Бернард
- 1999 — «Лес» А.Н. Островского. Режиссёр Адольф Шапиро — Счастливцев
- 2000 — «Загадочные вариации[фр.]» Э.-Э. Шмитта. Режиссёр: Алексей Серов — Абель Знорко
- 2000 — «Ложь на длинных ногах[итал.]» Э. де Филиппо. Режиссёр Николай Пинигин — Либеро
- 2003 — «Маскарад» М.Ю. Лермонтова. Режиссёр Темур Чхеидзе — Арбенин
- 2004 — «Мотылёк» П. Гладилина. Режиссёр Николай Пинигин — Полковник Андрей Исаевич Кинчин
- 2006 — «Васса Железнова» М. Горького. Режиссёр Сергей Яшин — Михайло Васильевич
- 2006 — «Мария Стюарт» Ф. Шиллера. Режиссёр Темур Чхеидзе — Джордж Тальбот
- 2006 — «Чёрная комедия» П. Шеффера. Режиссёр Андрей Максимов — Гарольд Корриндж

#### Другие театры и антрепризные постановки
- 1993 — «Эдип царь» Софокла — Эдип. (Эрмитажный театр)
- 1998 — «Летучая мышь» И. Штрауса — тюремщик Фрош. (Михайловский театр)
- 1998 — «Фортуна» М. Цветаевой — Лозен. (Академический драматический театр им. В. Ф. Комиссаржевской)
- 2002 — «Белая горячка» Э. Ионеско — Муж. (Русская антреприза им. А.Миронова)

### Фильмография
- 1974 — Ещё можно успеть — Слава Карасев
- 1975 — Одиннадцать надежд — встречающий на вокзале
- 1975 — Призвание — велогонщик
- 1977 — Старые друзья — Аркадий Лясковский, военный фотокорреспондент
- 1978 — Встречи — Владимир Андреевич, писатель, жених
- 1979 — Крутой поворот — Юрий Носов, старпом
- 1980 — Тростинка на ветру —  Валерий Николаевич, муж Нади
- 1980 — Два долгих гудка в тумане — Гусаков
- 1981 — 20-е декабря — Лацис
- 1981 — Комендантский час — Роман Паскевич, он же Эрих
- 1981 — Дело Артамоновых (фильм-спектакль) — Никита Артамонов, горбун
- 1982 — Слёзы капали — водитель Бобылёв
- 1982 — Пространство для манёвра — главный конструктор
- 1982 — Средь бела дня… — Сергей Петрович Тихонов, районный прокурор
- 1983 — Долгая дорога к себе — Дмитрий Николаевич, руководитель строительства
- 1983 — Эхо дальнего взрыва — Алексей Николаевич Антипин
- 1983 — Мера пресечения — главный инженер
- 1985 — Друзей не выбирают — Василь Васильевич Азарёнок, друг Андрея
- 1984 — Убийце — Гонкуровская премия — Жак д’Аржан, литературный обозреватель газеты
- 1985 — Криминальный талант (фильм-спектакль) — Сергей Георгиевич Рябинин, следователь
- 1985 — Тётя Маруся — муж Маруси
- 1985 — Вина лейтенанта Некрасова — Михаил Кубарев, инвалид войны, двоюродный брат Некрасова
- 1986 — При открытых дверях (2-я серия) — Георгий Степановичновый, секретарь горкома партии
- 1986 — Скакал казак через долину — Михаил Терентьевич «Сельхозтехника»
- 1986 — Тихое следствие — прокурор
- 1986 — Россия (Англия) — Александр I
- 1987 — Холодный март — Шиленко, директор ПТУ
- 1987 — Единожды солгав… — Николай, математик, друг Александра
- 1987 — Пуща — Юрий Николаевич Король
- 1988 — Спасённому — рай — Грушакин
- 1988 — Время летать — Борис Чиненков, работник аэропорта
- 1988 — Убить дракона — шляпник (роль озвучивал другой актер)
- 1989 — То мужчина, то женщина — Александр I, император
- 1989 — Гу-га — Владимир Правоторов, капитан
- 1989 — Степан Сергеевич — Степан Сергеевич
- 1989 — Я в полном порядке — Гвоздёв
- 1989 — Женщины, которым повезло — Александр Юрьевич, хирург Понедельник
- 1990 — Шаги императора — барон Аракчеев
- 1990 — Ребро Адама — Евгений Анатольевич, инженер
- 1990 — Мистификатор — Диктатор
- 1990 — Война на западном направлении — Алексей Алексеевич Рукатов (роль озвучивал Алексей Горбунов)
- 1990 — Коррупция — Игорь Качалин
- 1990 — Чернов/Chernov — Глеб Витальевич Иванов
- 1990 — Дина — Сергей Черников, доктор
- 1991 — Мой лучший друг — генерал Василий, сын Иосифа — Толик Шустров
- 1991 — Царь Иван Грозный — Борис Годунов
- 1992 — Женщина в море — сосед по гостиничному номеру Митя
- 1992 — Воспитание жестокости у женщин и собак — Спирин
- 1992 — Билет в красный театр, или Смерть гробокопателя — Федоренко, капитан милиции
- 1992 — Любовь по заказу — дядя Женя
- 1993 — Ангелы в раю — Луноход, отец Миши
- 1993 — На Муромской дорожке — муж Ирины
- 1993 — Наводнение — Андрей
- 1993 — Лабиринт любви
- 1994 — Полигон один —
- 1995 — Роковые яйца — Александр Семёнович Рокк
- 1997 — Поживём — увидим
- 1998—2004 — Агент национальной безопасности 5 сезонов: 60 серий — Иван Иванович Тарасов, подполковник (позже — генерал) ФСБ
- 1999 — Дух — следователь
- 1999 — В зеркале Венеры —
- 2000 — Империя под ударом — Сергей Валерианович Муромцев, управляющий делами Столыпина
- 2000 — Бандитский Петербург. Фильм 1. Барон — Геннадий Ващанов, подполковник милиции, заместитель начальника ОРБ
- 2000 — Бандитский Петербург. Фильм 2. Адвокат — Геннадий Петрович Ващанов, подполковник милиции
- 2001 — Бандитский Петербург. Фильм 3. Крах Антибиотика — Геннадий Петрович Ващанов, полковник милиции
- 2001 — Ключи от смерти — Фиклин
- 2001 — Убойная сила 3 — Юрий Юрьевич Измайлов, председатель спортивного общества «Олимп», член суда присяжных
- 2002 — Мишель — Виктор
- 2002 — Лунные поляны — Мурашов
- 2002 — Спецназ — Свирин, генерал
- 2001—2002 — Улицы разбитых фонарей 4 — Марягин
- 2003 — Ключ от спальни — пристав
- 2003 — Спецназ 2 — Свирин, генерал
- 2003 — Бандитский Петербург. Фильм 5. Опер — Геннадий Петрович Ващанов, полковник милиции
- 2003 — Повтроение пройденого
- 2004 — Диверсант — генерал
- 2004 — Иванов и Рабинович — Исаак
- 2004 — Повторение пройденного
- 2005 — Есенин — генерал КГБ
- 2005 — Риэлтор — врач
- 2006 — Андерсен. Жизнь без любви — Вульф
- 2006 — Капитанские дети — Валентин Гринёв
- 2006 — Сонька Золотая Ручка — Мотя Бессарабский, глава воров в Одессе
- 2006 — Вепрь — Алексей Петрович Ребров, директор заповедника
- 2007 — Казнить нельзя помиловать — Ю. С. Талеев, артист, член Комиссии по помилованию
- 2008 — Гоголь: Портрет загадочного гения — Василий Андреевич Жуковский
- 2009 — Адмиралъ (сериал) — Эссен (роль озвучивал Владимир Долинский)
- 2009 — Я вернусь — Пётр Васильевич (роль озвучивал другой актер)

### Телепередачи
- Петербург: время и место (документальный цикл, ведущий) (ГТРК «Культура», 2002—2008)

### Озвучивание

#### Фильмы
- 1981 — Два голоса — текст от автора
- 1986 — Тройной прыжок «Пантеры» — Александр, военком — роль Юрия Назарова
- 1988 — Реквием (док. фильм об Анне Ахматовой; реж. К. Артюхов) — текст от автора
- 1992 — Два капитана 2 — текст от автора
- 1997 — Ночь жёлтого быка — текст от автора
- 1997 — Цирк сгорел, и клоуны разбежались — мэр — роль Вадима Ермолаева
- 2005 — Мастер и Маргарита — Могарыч — роль Геннадия Богачёва
- 2005 — Фаворский — Владимир Игнатьевич, начальник тюрьмы — роль Юрия Оськина
- 2005 — Есенин — следователь ЧК — роль Сергея Векслера
- 2007 — Поводырь — отец Павла — роль Владимира Головина

#### Мультфильмы
- 2006 — Добрыня Никитич и Змей Горыныч — купец Колыван
- 2007 — Илья Муромец и Соловей-разбойник — Соловей-разбойник

#### Радиоспектакли
- Над пропастью во ржи
- Иуда Искариот
- Маскарад
- Генералиссимус Суворов
- Зима тревоги нашей

### Дубляж

#### Фильмы

##### Жерар Депардьё
- 2000 — 102 далматинца — Жан-Пьер Ле Пелт[9]
- 2001 — Видок — Видок[9]

##### Другие фильмы
- 1999 — Стюарт Литтл — кот Дымок[9]
- 2000 — Угнать за 60 секунд — Отто Халливелл (Роберт Дюваль)[9]
- 2001 — Пёрл-Харбор — капитан Турман (Дэн Эйкройд)[9]
- 2001 — Планета обезьян — Тэйд (Тим Рот)[9]
- 2005 — Царство небесное — Готфрид Ибелинский (Лиам Нисон)[9]

#### Мультфильмы
- 2002 — Планета сокровищ — Джон Сильвер (киборг)[9]

## Награды и призы
- 1985 год — Заслуженный артист РСФСР
- 1991 год — Народный артист РСФСР
- 2000 год — Государственная премия Российской Федерации за спектакль Российского государственного академического Большого драматического театра имени Г. А. Товстоногова «Аркадия» по пьесе Т. Стоппарда
- 2003 год — Государственная премия Российской Федерации за цикл телевизионных передач «Малые музеи Санкт-Петербурга», «Петербург: время и место»
- 13 февраля 2004 года — Орден Дружбы — за большой вклад в развитие отечественного театрального искусства[10]
- 2004 год — «Общественное признание» Совета федерации России,
- 2004 год — премия «Человек года»
- 30 марта 2005 года — Почётный диплом Законодательного Собрания Санкт-Петербурга — за выдающийся личный вклад в развитие культуры и искусства в Санкт-Петербурге и в связи с 60-летием со дня рождения[11].
- 2006 год — награждён премией «Золотой софит» в категории «Лучшая роль второго плана» за роль Джорджа Тальбота в спектакле «Мария Стюарт», Санкт-Петербург, 2006 год.
- 2006 год — за написанную книгу «Наполнение луной» Толубеев получил литературную премию «Петрополь»